# Mariana Santos
Mariana Santos de Souza (Rio de Janeiro, 10 de agosto de 1976), é uma atriz e humorista brasileira, conhecida por suas atuações em programas humorísticos da TV Globo e por participar do programa Amor & Sexo, além de interpretar a personagem Maria Pia na novela Pega Pega.

## Carreira
Sua estreia na televisão ocorreu em 2005 no humorístico MMPT, no Canal Brasil. Em 2006, entrou para o elenco fixo do Zorra Total, onde ficou conhecida. No ano de 2012, estreou no programa Amor & Sexo, destacando-se entre os convidados e permanecendo na bancada ao lado de Otaviano Costa, Regina Navarro Lins, Xico Sá e diversos outros convidados. Dentre suas atuações no teatro, destacam-se Ópera as Malibrans, o musical Crioula, com direção de Stella Miranda, O Riso de Karl & Marx e The Rock Horror Show. Em 2013, foi dirigida por Jô Soares no espetáculo de comédia Atreva-Se. Em 2017, Mariana deixou o elenco do  humorístico Zorra para interpretar a personagem Maria Pia na novela Pega Pega. Em 2019, Mariana integrou o elenco de Malhação: Toda Forma de Amar, interpretando Carla, mãe super protetora de Raissa (Dora Assis) e Thiago (Danilo Maia), os protagonistas jovens da trama.
Em 2023, Mariana foi convidada para compor o elenco principal do reboot de Elas por Elas, interpretando Natália, personagem esta que seria de Monica Iozzi, mas que teve que deixar a novela há poucos dias do início das gravações por questões de saúde.

## Vida pessoal
É filha de Luiz Fernando e Regina, irmã de Fernanda Junger e Raquel de Souza. Formou-se em pedagogia em 1999. Em 2010, começou a namorar o ator Camillo Borges, terminando em 2012. Iniciou um namoro com o produtor Rodrigo Velloni em 2013, com quem se casou em 2016.

## Filmografia

### Televisão
| Ano       | Título                       | Personagem                                     | Nota                      |
| --------- | ---------------------------- | ---------------------------------------------- | ------------------------- |
| 2005      | MMPT                         | Vários personagens                             |                           |
| 2006–2015 | Zorra Total                  | Dirce / Tetê PM / Nadir / Susy Love / Catarina | [ 8 ]                     |
| 2012–2018 | Amor & Sexo                  | Comentarista                                   |                           |
| 2015      | Tomara que Caia              | Samantha                                       | Episódio: "Fora de Óbita" |
| 2015–2017 | Zorra                        | Vários personagens                             |                           |
| 2015      | Dança dos Famosos            | Participante (3º lugar)                        | Temporada 12              |
| 2017–2018 | Pega Pega                    | Maria Pia Camargo Neves e Silva                |                           |
| 2018      | Infratores                   | Débora                                         |                           |
| 2019–2020 | Malhação: Toda Forma de Amar | Carla Paixão                                   |                           |
| 2021      | Super Dança dos Famosos      | Participante (17° lugar)                       | Temporada 18              |
| 2022      | Novelei                      | Mary Matoso                                    | Episódio: "Vamp"          |
| 2022–2023 | Cara e Coragem               | Rebeca Levi Bosco                              |                           |
| 2023–2024 | Elas por Elas                | Natália Cardoso                                |                           |
| 2024–2025 | Mania de Você                | Fátima Lóes Santini                            |                           |

### Cinema
| Ano  | Título                     | Personagem    | Nota           |
| ---- | -------------------------- | ------------- | -------------- |
| 2005 | Laura                      | Luana         | Curta-metragem |
| 2016 | É Fada                     | Alice Ribeiro |                |
| 2017 | Ninguém Entra, Ninguém Sai | Margot        |                |
| 2019 | Os Parças 2                | Denise        |                |